# کومرتس‌بانک

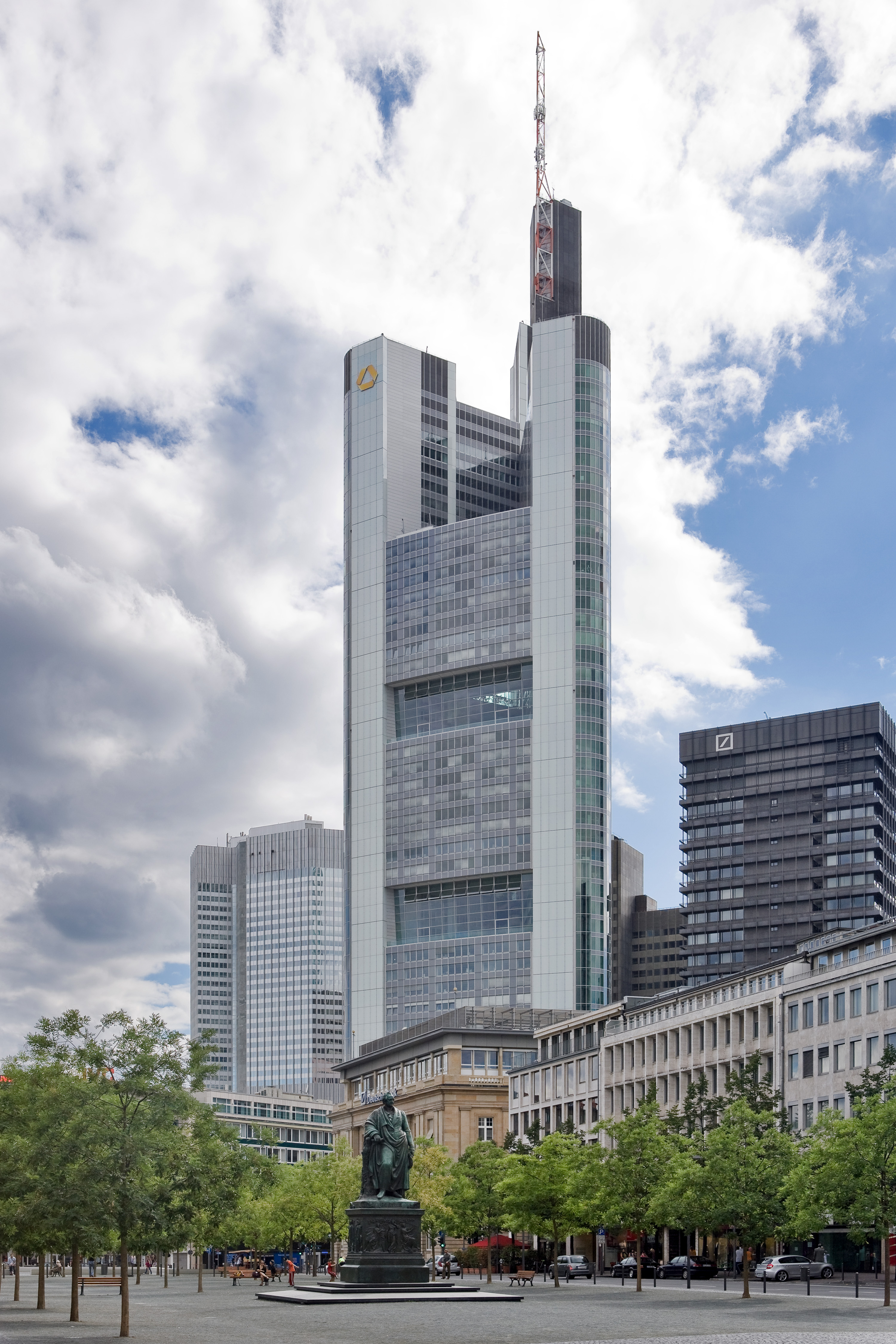
برج کومرتس‌بانک، ساختمان مرکزی کومرتس‌بانک، در فرانکفورت

کومرتس‌بانک (به آلمانی: Commerzbank) بانک چندملیتی و شرکت خدمات مالی آلمانی است، که شعبه مرکزی آن، در برج کومرتس‌بانک در شهر فرانکفورت، آلمان قرار دارد. این بانک، دومین بانک بزرگ در کشور آلمان پس از دویچه بانک است.

## ساختمان مرکزی کومرتس‌بانک
ساختمان کومرتس‌بانک که یک نمونه از معماری سبز است توسط نورمن فاستر در آلمان ساخته شده‌است.
طرح به موضوعات پایایی اشاره دارد:
- استفاده از انرژی محدود محیط جهت کاهش وابستگی به سوخت‌های

فسیلی توسط نمای ابتکاری و سیستم تهویه طبیعی.
- فراهم کردن سلامتی و شادی برای کاربران با استفاده از پنجره و باغ آسمان‌ها.
- بازیافت اب کهنه برای خنک کردن ساختمان و اهداف بهداشتی.

کومرتس‌بانک در سال ۱۹۹۷ که به پایان رسید بلندترین ساختمان آن زمان بود ولی مهمترین موردی که این ساختمان را مورد توجه قرار داد ویژگی‌های ساخت آن بود. این برج با نور روز و تهویه طبیعی تأمین می‌شود. دارای آتریومی بسیار بلند و ۴ طبقه مناظر باغ که در سرتاسر ارتفاع ساختمان تقسیم شده می‌باشد. ساختار تهویه آن به صورت هسته مرکزی است. عناصر تشکیل دهنده با این معماری باعث گشوده شدن فضای داخلی کومرتس‌بانک شده‌است و محیط را کاملاً دگرگون کرده‌است.
به‌طور کلی ۹ باغ آسمان در ساختمان وجود دارد.
باغ‌ها به صورت مارپیچی دور تا دور ساختمان را فرا گرفته‌اند
ارتفاع لازم برای باغ‌ها به ارتفاع ۴ طبقه اداری بنا است.
هر کدام از باغ‌ها جهت‌گیری متفاوت دارند و از انرژی خورشید بهره می‌گیرند.
از دفاتر اداری به سمت باغ‌ها دید واضحی وجود دارد.
باغ‌ها باعث ایجاد یک محیط با کیفیت و سالم برای کارمندان شده‌است.
سه نوع باغ در سه جهت متفاوت قرار دارد:
- باغ‌های جنوبی معروف به باغ‌های مدیترانه‌ای شامل درختان مرکبات، زیتون و درخت سرو

باغ‌های جنوبی در تمام طول سال از نور خورشید بهره می‌برد
- باغ‌هایی که در قسمت غربی بنا قرار دارند باغ آمریکای شمالی شامل درخت افرا، بلوط، درختان همیشه سبز و چمن

استفاده شده‌است.
باغ‌های آمریکای شمالی فقط از نور خورشید در بعد از ظهر می‌توانند استفاده کنند.
- باغ‌های شرقی باغ‌های آسیایی و دارای گیاهان بامبو و مگنولیا است

محیط سایه دار و آرامش بخش است و کمترین بهره را از نور خورشید می‌برد
هرکدام از باغ‌ها دارای اب و هوای متفاوت است و سبب ایجاد تنوع زیستی شده‌است.